# Ștefan Lupașcu
Ștefan Lupașcu (franceză Stéphane Lupasco, n. 11 august 1900, București, România – d. 7 octombrie 1988, Paris, Franța) a fost un filosof francez de origine română.

## Viața și cariera
Se naște la 11 august 1900 în București. Provine dintr-o familie de boieri moldoveni, tatăl său fiind politician și avocat.
În 1916 ajunge în Franța, unde va trăi până la sfârșitul zilelor sale. Studiază la Lycée Buffon, Paris. În 1920 își susține bacalaureatul.
Între anii 1924-1927, studiază filosofia, biologia și fizica (cu Louis de Broglie) la Sorbona, unde se și licențiază în 1928. În 1926 publică la Paris primul și singurul său volum de poezii - Dehors....
Se căsătorește, la Paris, cu Georgette Ghica, în 1929.
În 1935 publică prima sa opera filosofică, teza de doctorat intitulată Du devenir logique et de l’affectivité, susținută la Sorbona, sub conducerea lui Abel Rey. Teza este publicată în două volume: Le dualisme antagoniste et les exigences historiques de l'esprit și Essai d'une nouvelle théorie de la connaissance. Publică, în același an, o teză complementară - La physique macroscopique et sa portée philosophique.
Se căsătorește a doua oară, cu Yvonne Bosc (1937).
În 1940 publică în România Experiența microfizică și gândirea umană, la [Fundația Regală pentru Literatură și Artă Carol al II-lea]. Cartea este tradusă în ediție franceză sub titlul L'expérience microphysique et la pensée humaine (P.U.F., Paris, 1941).
În 1944, în timpul celui de Al Doilea Război Mondial, încearcă, fără succes, să îl scoată pe prietenul său, poetul Benjamin Fondane, din lagărul de concentrare de la Drancy. Poetul este însă deportat la Auschwitz, unde va muri executat în camera de gazare.
După război, în 1946, Ștefan Lupașcu este numit cercetător la C.N.R.S. (Centre National de la Recherche Scientifique), la secțiunea epistemologie. În 1947 îi apare volumul Logique et contradiction.
În 1951 publică Le principe d'antagonisme et la logique de l'énergie - Prolégomènes à une science de la contradiction. În paginile acestei cărți își enunță pentru prima dată principiul antagonismului, pe bazele căruia fundamentează o logică non-aristotelică (a terțului inclus).
În 1952, candidează, fără succes, la Collège de France.
În 1953 primește titlul de Ofițer al Academiei Naționale de Educație.
În 1960 apare Les trois matières, carte prin intermediul căreia Lupașcu se face cunoscut și apreciat pe plan internațional. Începe procesul de traducere a operei sale în diferite limbi (spaniolă, germană, italiană, portugheză, română). Acestei cărți îi urmează: 
- L'énergie et la matière vivante (1962);
- Science et art abstrait (1963);
- La tragédie de l'énergie (1970);
- Qu'est-ce qu'une structure ? (1971);
- Du rêve, de la mathématique et de la mort (1971);
- L'énergie et la matière psychique (1974);

Opera sa a fost admirată de-a lungul timpului de către diferiți oameni de știință, filosofi, poeți, pictori, teologi, printre care se numără: Bernard d'Espagnat, Basarab Nicolescu, Edgar Morin, Gilbert Durand, Georges Mathieu, Salvador Dali, Michel Camus, Thierry Magnin, etc.
În 1976, i se gravează o medalie de către James Guitet (Club Français de la Médaille),  pe o față aflându-se efigia lui Ștefan Lupașcu, iar pe cealaltă față formulele fundamentale ale logicii terțului inclus.
Îi apar Psychisme et sociologie (1978) și L'univers psychique (1979).
În 1984 primește premiul Academiei Americane de Arte și Științe.
În 1986 publică ultima sa carte, L'homme et ses trois éthiques, în colaborare cu Solange de Mailly-Nesle și Basarab Nicolescu.
În 1987 devine membru fondator al Centre International de Recherches et Études Transdisciplinaires (C.I.R.E.T.).
Moare la 7 octombrie 1988.

## Activitatea jurnalistică
În timpul vieții a fost redactor la revista Revue philosophique din Paris; membru al comitetului de redacție al revistei Ring des Arts (Cercul de Artă Contemporană, Zürich), apoi membru consiliului de redacție al revistei 3e Millénaire.

## Opera

### Lucrări publicate
- Dehors…, poezii, Stock, Paris, 1926
- Du devenir logique et de l’affectivité (teză de doctorat în 2 volume), Vrin, Paris, 1935:

- vol. I - Le dualisme antagoniste et les exigences historiques de l'esprit
- vol. II - Essai d'une nouvelle théorie de la connaissance

- La physique macroscopique et sa portée philosophique, Vrin, Paris, 1935
- Experiența microfizică și gândirea umană, Fundația Regală pentru Literatură și Artă Carol al II-lea, 1940
- Logique et contradiction, P.U.F., Paris, 1947
- Le principe d'antagonisme et la logique de l'énergie - Prolégomènes à une science de la contradiction, Coll. „Actualités scientifiques et industrielles”, n° 1133, Paris, 1951
- Les trois matières, Julliard, Paris, 1960
- L'énergie et la matière vivante, Julliard, Paris, 1962
- Science et art abstrait, Julliard, Paris, 1963
- La tragédie de l'énergie, Casterman, Paris, 1970
- Qu'est-ce qu'une structure ?, Christian Bourgois, Paris, 1971
- Du rêve, de la mathématique et de la mort, Christian Bourgois, Paris, 1971
- L'énergie et la matière psychique, Julliard, Paris, 1974
- Psychisme et sociologie, Casterman, Paris, 1978
- L'univers psychique, Paris, Denoël-Gonthier, Coll. „Médiations”, 1979
- La topologie énergétique, în Pensées hors du Rond, La Liberté de l’esprit, 12:13-30, Paris, Hachette, 1986
- L'homme et ses trois éthiques, în colaborare cu Solange de Mailly-Nesle și Basarab Nicolescu Coll. „L'esprit et la matière”,  Le Rocher, Paris, 1986

### Concepția filosofică
Fundamentele științifice ale discursului lupascian sunt: principiul al doilea al termodinamicii, teoria relativității, teorema lui Zermelo, unele aspecte teoretice ale mecanicii cuantice: cuanta de energie a lui Max Planck, descoperirea naturii corpuscular-ondulatorii a luminii (Einstein), principiul de nedeterminare (Werner Heisenberg), principiul complementarității (Niels Bohr), principiul de excluziune (Wolfgang Pauli), descoperirea spinului particulelor - J. Uhlenbeck și S. Goudsmidt, descoperirea pozitronului (Paul Dirac) ș.a. Aceste descoperiri sunt grăitoare din punctul de vedere al substanțialității discursului lupascian, deoarece ele înfățișează multitudinea de forme prin care devine vizibil dualismul experienței microfizice, pe baza căruia se valorifică noua semnificație a conceptului de contradicție.
Pe deplin conștient de faptul că, în lumina noilor descoperiri științifice, procesul cunoașterii trebuie refondat din punct de vedere logic și epistemologic, Lupașcu lansează ipoteza unei validări și valorizări a naturii contradicției, acordându-i acesteia rolul de factor euristic cu mare putere predictivă în domeniul cunoașterii științifice. Iar acest lucru nu îl putea realiza decât dacă își asuma riscul de-a relaxa fundamentarea filosofică absolutistă a logicii aristotelice. În acest sens, edificiul teoretic lupascian poate fi considerat ca un răspuns la următoarea întrebare: „ce se va întâmpla dacă se neagă caracterul absolut al principiului non-contradicției, dacă se introduce contradicția, o contradicție ireductibilă în structura, funcțiile și operațiile înseși ale logicii?”.
În viziunea tradițională, contradicția semnala o situație anormală în cadrul unei teorii, anomalie asociată cu un impediment în aflarea legilor exacte ale naturii și care, în consecință, trebuia numaidecât să fie înlăturat. 
Lupașcu se distinge net de această atitudine, valorizând contradicția, din punct de vedere logic și epistemologic, ca pe un dat intrinsec oricărei achizitii științifice și ca pe un factor propulsor în progresul cunoașterii. În limitele acestor considerații, logica revendicată de Lupașcu este definită ca: „știința primă a dinamismelor contradictorii din orice experiență” , ceea ce implică urmări notabile în problema cunoașterii. Logica cunoașterii sau experiența științifică se constituie în urma unor observații capitale:
i) Operatorul și operatul logice sunt actualizarea și virtualizarea (potențializarea)  valorilor logice. Valorile logice sunt văzute prin prisma operației de actualizare care afectează direct „operatul”  sau valoarea potențializată.
ii) Subiectul și obiectul sunt produse funcționale ale operației logice. Noțiunile de subiect și obiect nu preced și nu condiționează procesele de actualizare și virtualizare, ci sunt derivate ale lor. Subiectivizarea rezultă din actualizare, în timp ce obiectivizarea rezultă din virtualizare. Ceea ce se subiectivizează actualizându-se, respectiv ceea ce se obiectivizează virtualizându-se sunt identitatea sau afirmația identificatoare ori diversitatea sau negația diversificatoare. Valorile logice au deci, proprietățile constitutive ale actualizării, potențializării, subiectivizării și obiectivizării, subiectul și obiectul dovedindu-se a fi funcții ale operațiilor.
iii) Cunoașterea și necunoașterea, realul și irealul sunt fenomene funcționale ale operației logice. Orice proces de cunoaștere al unui anumit obiect presupune dispariția din conștiința subiectului cunoscător a cunoașterii de sine: „Consacrat în întregime observației cutărui eveniment [...], pe masură ce observația mă acaparează, dispar ca observator” în consecință, în orice proces cognitiv există un subiect al necunoașterii și un obiect al cunoașterii. Experiența logică se caracterizează astfel prin intermediul a două tipuri de logică: cea subconștientă, activă, a actualizărilor și subiectivizărilor, a subiectelor și cea conștientă, pasivă, a virtualizărilor, a obiectivizărilor sau a obiectelor. În cadrul acestui demers, noțiunea de realitate semnifică obiectivitatea unui dat, iar cea de irealitate exprimă subiectivitatea sa.
Acestea sunt principalele idei care au anticipat metoda gnoseologică și epistemologică edificată de Lupașcu, menită să confirme valabilitatea unei abordări non-identitare și contradictoriale asupra realității. Metoda pe care Lupașcu și-a întemeiat întreaga construcție filosofică constă în formularea unui postulat și a unui principiu pe baza cărora se fundamentează un limbaj axiomatizat, o logică ce nu mai ține cont, cel puțin în aparență, de principiile logicii aristotelice. Logica lui Lupașcu definește natura energiei și comportă trei orientări principale valabile atât în cadrul elementelor cât și în cele ale operațiilor logice. Prin intermediul acestei logici, Lupașcu își revendică dreptul de-a relativiza non-contradicția afirmând că tertium non datur (excluderea terțului) trebuie să fie înlocuit cu tertium datur (includerea terțului).
Așadar, în Principiul antagonismului și logica energiei, postulatul logicii contradictoriului este enunțat astfel: „Oricărui fenomen, sau element, sau eveniment logic, ca și judecății care îl gândește, propoziției care îl exprimă sau semnului care îl simbolizează: lui e, de exemplu, trebuie să-i fie asociat întotdeauna, structural și funcțional, un antifenomen, sau antielement, sau antieveniment logic, și deci o judecată, o propoziție, un semn contradictoriu: non-e sau ē”. Aceste două elemente, e și ē, au proprietatea de-a se actualiza și potențializa periodic astfel încât actualizarea unuia condiționează indispensabil potențializarea celuilalt. Se înlocuiește astfel principiul de bază al logicii clasice cu postulatul logicii dinamice a contradictoriului.
Dacă p • non-p  era expresia unei inconsistențe în logica clasică, Lupașcu nuanțează legile acestei logici prin intermediul conjuncțiilor contradicționale de bază: eA ∙ ēP;  ēA  ∙ eP; eT  ∙ ēT. În această expresie, A semnifică actualizarea, P potențializarea iar T  o stare nici actuală, nici potențială - T ≡ ~A~P. Starea a treia justifică faptul că elementele e și ē pentru-a trece din starea de actualizare în cea de potențializare, sau invers, trebuie să se afle cu necesitate într-un stadiu în care nu sunt nici actuale, nici potențiale față de elementele lor contradictorii. Prin urmare, nu există actualizare absolută sau potențializare riguroasă a unui constituent în detrimentul celuilalt. 
Din postulatul logicii contradictoriului se deduc  trei disjuncții, trei dialectici, trei tipuri de silogisme ș.a. care în câmpul logicii operațiilor iau formele următoarelor implicații:
0000000000000000[(⊃A) ⊃A (~⊃P)]0000⊃000[(⊃A) ~⊃P (⊃P)]
(⊃A) ⊃ (~⊃P)00000[(⊃A) ~⊃A (~⊃P)]000⊃000[(⊃A) ⊃T (~⊃P)]
0000000000000000[(⊃A) ⊃T (~⊃P)]0000⊃000[(⊃A) ~⊃T (~⊃P)]
0000000000000000[(~⊃A) ⊃A (⊃P)]0000⊃000[(~⊃A)] ~⊃P (⊃P)]
(~⊃A) ⊃ (⊃P)00000[(~⊃A) ~⊃A (⊃P)]000⊃000[(~⊃A)  ⊃P (⊃P)]
0000000000000000[(~⊃A)] ⊃T (⊃P)]000⊃000[(~⊃A) ~⊃T (⊃P)]
0000000000000000[(⊃T) ⊃A (~⊃T)]0000⊃000[(⊃T) ~⊃P (⊃T)]
(⊃T) ⊃ (~⊃T)00000[(⊃T) ~⊃A (~⊃T)]000⊃000[(⊃T) ⊃T (~⊃T)]
0000000000000000[(⊃T) ⊃T (~⊃T)]0000⊃000[(⊃T) ~⊃T (~⊃T)]
Unde: ⊃ = implicație, ~⊃ = non-implicația sau implicația negativă.
Desfășurarea acestor implicații este în chip necesar transfinită, dovada evidentă a acestui lucru fiind aceea că o implicație, indiferent dacă este afirmativă sau negativă, nu poate fi actualizată riguros, implicând la rândul ei o implicație contradictorie. Cu alte cuvinte, în demersul filosofic al lui Lupașcu, relativismul epistemologic și logico-ontic este garanția succesiunii transfinite a logicului și a realității. Observăm în tabelul deducțiilor că fiecare dintre cele trei implicații se divid în alte trei implicații mai complexe ș.a.m.d. Dintre toate acestea, trei prezintă o importanță deosebită:
[(⊃A) ⊃A (~⊃P)]     ⊃       [(⊃A) ~⊃P (⊃P)];
[(~⊃A) ~⊃A (⊃P)]    ⊃       [(~⊃A)  ⊃P (⊃P)];
[(⊃T) ⊃T (~⊃T)]     ⊃       [(⊃T) ~⊃T (~⊃T)].
i) Prima implicație reprezintă o actualizare progresivă a implicației pozitive și o potențializare treptată a implicației negative;
ii) A doua, o actualizare ascendentă a implicației negative și o potențializare direct proporțională a implicației pozitive;
iii) A treia redă  nici-actualizarea, nici-potențializarea celor două implicații contradictorii.
Acestea sunt orto-deducțiile, operații definite ca succesiuni convergente de implicații ale implicațiilor fundamentale. Orto-deducția pozitivă sau identificatoare este ansamblul de implicații orientată asimptotic spre polul logic imposibil în care se actualizează infinit implicația pozitivă. Aceasta alcătuiește structura teoriei fizice clasice, a cauzalității acesteia și a experienței matematice corespondente. Orto-deducția negativă sau diversificatoare evidențiază actualizarea implicației negative și potențializarea celei pozitive, este operația inversă care semnalează faptul că excluziunea sau legătura negativă organizează structura logicului conform unei cauzalități a variantului, ori a iraționalului . Această deducție reprezintă osatura logicii vieții, care face continuu recurs la apariția diversității fenomenului vital, biologic. Orto-deducția cuantică  este descrisă de al treilea lanț de implicații, aflate în starea T, într-un echilibru simetric care actualizează contradicția. Aceasta are semnificația cauzalității dialectice și sistematice care dă forma unei a treia materii, materia T, un tip de materie-sursă din care se generează celelalte două materii divergente, fizică și biologică. Celelalte șase implicații de implicații reprezintă ceea ce Lupașcu denumește para-deducții . Acestea, spre deosebire de orto-deducții, nu au o orientare spre un anumit pol - al actualizării, potențializării, sau al stării T. Orto-deducțiile nu se pot lipsi de para-deducții și invers, și unele și celelalte sunt articulațiile logicii contradictoriului.
Pe baza acestor considerații, Lupașcu ne propune distingerea a trei tipuri de spațio-temporalitate: unul orientat spre actualizarea identității și potențializarea diversității, altul invers, în care se actualizează diversitatea și se potențializează identitatea și unul contradictorial, denumit și spațiul T sau spațiul cuantic. Spațiul și timpul nu sunt deci, nici realități independente și absolute, nici intuiții a priori ale sensibilității, precum a susținut Immanuel Kant, ci „creații continue ale fecundității deductive a contradictoriului sau a energiei”.
Principiul antagonismului și logica implicată de acesta, ca și exprimările și formalizările echivalente ale principiului și, nu în ultimul rând, consecințele constituirii logicii contradictoriului au valoare de prolegomene la un discurs care aduce cu sine o noutate și mai radicală: trionticitatea .
Miezul tare al discursului lupascian constă, așadar, în ideea de trionticitate, consolidată pe baza delimitărilor anterioare. Teza conform căreia realitatea este structurată pe trei niveluri de materialitate a fost publicată în 1960, în eseul Cele trei materii, operă de maturitate filosofică care a impresionat foarte mulți gânditori ai vremii, unul dintre ei considerându-l: “Discursul asupra metodei din timpurile noastre”.
Pentru-a demara proiectul unei viziuni triontice asupra lumii, Lupașcu pornește de la câteva premise fundamentale: materia este forma „unei sistematizări energetice dotată cu o anumită rezistență”, prin urmare orice obiect al cunoașterii ni se prezintă ca un sistem sau ansamblu de evenimente energetice, orice sistem fiind rezultatul echilibrării variate dintre forțele antagoniste constituente. Legea sine qua non a oricărei sistematizări este deci aceea că aceasta nu poate fi posibilă fără luarea în calcul a conflictului său inerent, tocmai de aceea principiul esențial al logicii energiei se numește principiul antagonismului. În acest registru conceptual, Lupașcu reacționează idiosincrasic la orice tip de monism: nu este posibilă existența vreunui sistem experimental simplu sau primar care să limiteze definitiv întreaga realitate, orice sistem este un sistem de sisteme care, la rândul lui, nu poate exista altfel decât în câmpul de manifestare al unor relații de antagonism. Complexitatea acestor relații formatoare este direct proporțională cu complexitatea sistemelor de sisteme luate în calcul. Examinarea acestor sisteme complexe, înfățișează „trei orientări privilegiate” ale sistematizării energetice care organizează materia în trei tipuri de structuri. Sunt deci posibile: un sistem sau un sistem de sisteme cu antagonism simetric, al stării T și alte două sisteme aflate în echilibru disimetric, inverse unul altuia, dominate de un anumit dinamism sau sistem în care relațiile de antagonism sunt mai slabe, ceea ce le conferă acestora un aspect mai pronunțat de materialitate. Cele trei sistematizări posedă logici sau orientări logice proprii cu legi specifice fiecăreia, cu tipuri de metode conceptuale și tehnice menite să ajute procesul cunoașterii lor. Cele trei materii sunt deci: materia-energie (macro)fizică (corespunzătoare orto-deducției pozitive), materia-energie biologică (corespunzătoare orto-deducției negative), materia-energie cuantică (corespunzătoare orto-deducției cuantice) similară energiei psihice.
Menționăm că acestor trei tipuri de materii le corespund trei tipuri de cauzalitate, trei tipuri de spațio-temporalitate, trei tipuri de sisteme și sistemogeneze, trei tipuri de structuri și tot atâtea tipuri de dialectici.
Umanul este, în concepția lui Lupașcu, exponentul ontic al dialecticii T iar tripla sa structurare: fizică, biologică și psihică îl singularizează în ansamblul lumii ca manifestare plenară a materiei - energie. Și aici, polarizarea între cele trei constante: A, P, T, este criteriul de disociere dintre diferitele aspecte ale sale: psihismul, esteticul, eticul, religiosul.
Adăugăm faptul că nimic nu este exclus în filosofia lui Lupașcu, nici măcar actul excluderii. 
Dincolo de toate acestea, este evident faptul că logica sa energetică este de fapt o ontologie sau o onto-logică atotcuprinzătoare în care se disociază trei dimensiuni ale dinamismului. Iar această construcție teoretică, în ciuda delimitărilor explicite ale autorului, este cât se poate de consistentă și de coerentă din punct de vedere logic, tocmai de aceea poate fi considerată o filosofie non-contradictorie a contradictoriului.

### Concepte cheie
- antagonism energetic
- dinamism
- terț inclus'
- tridialectică
- trionticitate

### Citate din opera lui Ștefan Lupașcu
| “                                   | „Cine stăpânește contradicția [...], stăpânește lumea.” | ” |
| — Ștefan Lupașcu, Tragedia energiei |                                                         |   |

| “                                                     | „Nu materia conține o dialectică [...], ci dialectica este cea care creează materia.” | ” |
| — Ștefan Lupașcu, Logica dinamică a contradictoriului |                                                                                       |   |

| “                                   | „Dacă există energie, există antagonism, contradicție și sistem.” | ” |
| — Ștefan Lupașcu, Cele trei materii |                                                                   |   |

| “                                                              | „Totul este legat în lume [...], bineînțeles, dacă lumea e logică.” | ” |
| — Ștefan Lupașcu, Principiul antagonismului și logica energiei |                                                                     |   |

## Afilieri

### În timpul vieții
- Membru al Societății Franceze de Filosofie
- Membru al Grupului Francez de Istorici ai Științei
- Membru al Societății Franceze de Estetică
- Membru de onoare al Academiei Americane de Știinte și Arte
- Membru fondator al Centrului Internațional de Cercetări și Studii Transdisciplinare (C.I.R.E.T.)
- Delegat al Marii Loji Naționale din România (MLNR), la aprinderea luminilor Lojii Dimitrie Cantemir din Iași (1928)
- Membru al Lojii bucureștene Fraternitatea Aliată și semnatar al Convenției de unificare a Marii Loji Simbolice de Rit Ioanit din Transilvania, cu MLNR (1930)
- Membru al Lojii bucureștene Sever Pleniceanu, reprezentant al acesteia la Conventul Solemn de la Iași, al Francmasoneriei Române Unite (FMRU) și șef al Secretariatului general al Consiliului Federal Suprem al FMRU (1935); în același an, a fost garant de amiciție pe lângă FMRU al Masoneriei din Turcia, îndeplinind aceeași funcție în loja sa, din partea Marilor Loji Parahyba (Brazilia) și Cuscathan (San Salvador).[12]

### Post mortem
În 1991 a fost ales membru post-mortem al Academiei Române.

## Opinii despre Ștefan Lupașcu
| “                 | „Lupașcu este cel mai mare gânditor al secolului al XX-lea și lasă cu mult în urma lui pe de-alde Sartre, Husserl, Merleau-Ponty și alți succesori ai fenomenologiei, ori ai structuralismului.” | ” |
| — Georges Mathieu | |   |

| “                                                       | „Reconcilierea științei și a filosofiei, [...] nevoia de a dota știința cu o teorie capabilă să îmbrățiseze fenomenele înregistrate – nu există un contemporan care să i se fi dăruit cu mai multă pasiune decât Ștefan Lupașcu.” | ” |
| — Alain Bosquet, Stéphane Lupasco et les trois matières | |   |

| “                                                                 | „Metodologia sa [a lui Ștefan Lupașcu] de gândire și interpretare a lumii își propune să abordeze epistemologic aproape toate domeniile realității și cunoașterii umane.” | ” |
| — Vasile Sporici, Postfață la Logica dinamică a contradictoriului | |   |

| “                                                                         | „Într-o lume în care filosofia se face cu istoria filosofiei, adică prin autofecundație, mergând până la autodevorare (Heidegger), [...], el (Ștefan Lupașcu) aduce prospețimea și ingenuitatea unui principiu pe care nu l-a scos din istoria filosofiei, nici din științe, dar pe care îl rabate asupra amândurora.” | ” |
| — Constantin Noica, Cuvânt înainte la Logica dinamică a contradictoriului | |   |